# Съезжее (село)
Съезжее — село в Богатовском районе Самарской области России. Входит в состав сельского поселения Максимовка.

## География
Село находится в восточной части Самарской области, в степной зоне, на левом берегу реки Самары, на расстоянии примерно 7 километров (по прямой) к юго-западу от села Богатого, административного центра района. Абсолютная высота — 44 метра над уровнем моря.
Климат
Климат характеризуется как континентальный, с жарким сухим летом и холодной малоснежной зимой. Средняя температура воздуха самого тёплого месяца (июля) — 20 — 25 °C (абсолютный максимум — 40 °C); самого холодного (января) — −14,1 °C (абсолютный минимум — −47 °C). Среднегодовое количество атмосферных осадков составляет 350—425 мм. Снежный покров образуется в конце ноября и держится в течение 141 дня.
Часовой пояс
Село Съезжее, как и вся Самарская область, находится в часовой зоне МСК+1. Смещение применяемого времени относительно UTC составляет +4:00.

## Население
| 2010 |
| ---- |
| 603  |

Половой состав
По данным Всероссийской переписи населения 2010 года в гендерной структуре населения мужчины составляли 44,6 %, женщины — соответственно 55,4 %.
Национальный состав
Согласно результатам переписи 2002 года, в национальной структуре населения русские составляли 90 % из 633 чел.

## Археология
В 1973 году в ходе археологических раскопок близ села Съезжее был обнаружен могильник энеолитической самарской культуры. В коллекции съезженской керамики найдены только плоские днища и нет округлых, в то время как в коллекции керамики Екатериновского мыса. На съезженских сосудах присутствуют пояски глубоких вдавлений под венчиком, которые оставляют «жемчужины» на его внутренней стороне. Вся керамика Съезженского могильника орнаментирована, а примерно половина — по всей внешней поверхности. Для съезженской керамики характерен мотив «шагающая гребёнка» в сочетании с резными (прочерченными) линиями. 
Съезжанский могильник также известен древнейшим в мире погребением коня рядом с человеком — свидетельство зарождения праиндоевропейского культа лошади. Захоронены с владельцем были голова и копыта коня; также в могилах обнаружены фигурки лошадей, в более ранних захоронениях (в том числе степных) отсутствующие.

## Достопримечательности
Достопримечательности села Съезжее являются: Церковь Космы и Дамиана Ассийских, Святое Озеро, Часовня Казанской иконы Божией Матери.